# Cairo Due
Cairo Due è uno dei multiplex della televisione digitale terrestre a copertura nazionale presenti nel sistema DVB-T italiano. Appartiene a Cairo Communication, società facente capo alla società Edile del gruppo di Urbano Cairo. Il multiplex copre il 94% della popolazione italiana.

## Caratteristiche
Il Cairo Due trasmette in SFN sul canale 25 della banda UHF IV in tutta Italia, a eccezione di Piemonte, Toscana, Umbria, Lazio e Campania dove trasmette sui canali 25 e 33 della banda UHF IV, di Valle d'Aosta e Liguria dove trasmette sul canale 33 della banda UHF IV, del Trentino-Alto Adige dove trasmette sui canali 23 e 25 della banda UHF IV, della Sicilia dove trasmette sul canale 35 della banda UHF IV e della Sardegna dove trasmette sui canali 21 e 33 della banda UHF IV.

## Storia

### 2015
- 9 giugno 2015: Attivazione del mux contenente un solo canale test.
- 29 settembre 2015: Inseriti LA7 HD e LA7d HD.

### 2016
- 18 luglio 2016: Inseriti LA7 e LA7d[1], eliminato canale test.
- 27 settembre 2016: Inserito LA7 TEST.
- 22 dicembre 2016: Aggiunti LA7 on demand, LA7d on demand, LA7 TEST, LA7 Servizi on demand.

### 2017
- 3 febbraio 2017: Aggiunti LA7 e LA7d sui canali 107 e 229.

### 2018
- 3 gennaio 2018: Rimosso LA7d HD.
- 4 aprile 2018: Aggiunto LA7d HD.

### 2021
- 5 luglio 2021: Terminate le trasmissioni di LA7d HD, al suo posto una copia del canale in SD. Rinominato LA7d On Demand in LA7 Test.
- 9 agosto 2021: Aggiunto DAZN Channel.
- 27 agosto 2021: DAZN Channel viene rinominato in DAZN Channel - Premi Info.
- 30 novembre 2021: Eliminato il duplicato di LA7 sulla LCN 807. Aggiunto LA7 on demand (a schermo nero) sulla LCN 997.
- 15 dicembre 2021: LA7 TEST (LCN 907) e LA7 on demand ora sono dei duplicati del canale principale.
- 30 dicembre 2021: Aggiunti Italia 121, Arte Italia 124, Arte Italia 125, Italia 126, Italia 127, Italia 135, Italia 136, Italia 143, Italia 148, Italia 154, Italia 156 e Italia 161 e viene rimesso a schermo nero LA7 TEST alla LCN 907.

### 2022
- 10 gennaio 2022: Aggiunti Italia 134 e Italia 164.
- 27 gennaio 2022: Rinominato LA7 TEST (LCN 888) in Caccia e Pesca che trasmette in modalità HbbTV.
- 8 marzo 2022: LA7 cambia LCN da 7 a 507 e diventa provvisorio. LA7 HD cambia LCN da 507 a 7. LA7d (LCN 29) cambia LCN da 29 a 529 e diventa provvisorio. LA7d HD cambia LCN da 529 a 29, viene rinominato LA7d e passa in MPEG-4. LA7 (LCN 107) e LA7d (LCN 229) diventano provvisorio.
- 3 agosto 2022: Aggiunti i canali copia Italia 142, Italia 155, Italia 159 e Italia 160.
- 5 agosto 2022: Rinominato DAZN Channel Premi info in ZONA DAZN e spostato alla numerazione LCN 414.
- 8 agosto 2022: LA7d passa in MPEG-4 anche alle LCN 229 e 529. Aggiunti DONNA SPORT TV, ALMA TV, TELECAMPIONE, Canale 165 (duplicato di Telecampione) e PAROLE DI VITA come canali lineari e SOLOCALCIO, LINEA ITALIA, AP CHANNEL, AMICI PER L ITALIA, CANALE 232, PREMIO SPORT, PREMIO ACTION e PREMIO TIME in modalità HbbTV.
- 31 agosto 2022: Aggiunto il canale copia Italia 241.
- 5 ottobre 2022: Eliminati PREMIO SPORT e PREMIO ACTION.
- 26 ottobre 2022: Aggiunti una copia di SOLOCALCIO sull'LCN 561 (che ritrasmette Telecampione) e CANALE 163 in modalità HbbTV.
- 7 novembre 2022: Rinominato SOLOCALCIO in CAMPIONESPORT (che ritrasmette Telecampione).
- 15 dicembre 2022: Eliminati CAMPIONE SPORT e LINEA ITALIA.
- 16 dicembre 2022: Aggiunto PROMO SPORT.
- 21 dicembre 2022: LA7 (provvisorio) viene rinominato in LA7 e passa in MPEG-4.

### 2023
- 2 gennaio 2023: Aggiunti WELCOME IN e BUSINESS24 in modalità HbbTV.
- 7 aprile 2023: Eliminato CANALE 165 e aggiunto CANALE 268.
- 2 maggio 2023: Rinominato PREMIO TIME in DOLOMITI LIFE TV.
- 13 giugno 2023: Inseriti BABEL e PREMIO GAME.
- 7 luglio 2023: Rinominato PREMIO GAME in CANALE EUROPA.
- 2 ottobre 2023: Rinominato AMICI PER L ITALIA in RADIO ROMA NETWORK.
- 30 novembre 2023: Eliminati AP CHANNEL, CANALE 232 e PROMO SPORT. Aggiunti RADIO RADIO TV, PREMIO SPORT e PREMIO DIRECT in modalità HbbTV.

### 2024
- 15 gennaio 2024: Eliminato RADIO ROMA NETWORK e aggiunto CANALE 232 in modalità HbbTV.
- 9 febbraio 2024: Eliminato RADIO RADIO TV.
- 14 febbraio 2024: Eliminato BABEL. Aggiunti CANALE 242 e PREMIO SPORT 2 in modalità HbbTV.
- 11 marzo 2024: Eliminato CANALE EUROPA e aggiunto ITCHANNEL in modalità HbbTV.
- 14 marzo 2024: Eliminato PREMIO SPORT e aggiunto PREMIO CLUB in modalità HbbTV.
- 23 aprile 2024: Eliminato CANALE 242 e aggiunto CANALE 235 in modalità HbbTV.
- 30 aprile 2024: Eliminato LA7.  Aggiunti i duplicati di LA7 HD alle LCN 107, 507 e 997. LA7d passa all’alta definizione e viene rinominato LA7d HD.
- 2 maggio 2024: Rinominato LA7d HD in LA7d.
- 29 maggio 2024: Rinominati PREMIO SPORT 2 in AUTOMOTO e PREMIO DIRECT in ARTE E CULTURA.
- 31 luglio 2024: Rinominato DOLOMITI LIFE TV in PREMIO TIME.
- 5 agosto 2024: Eliminato ZONA DAZN.
- 18 settembre 2024: ITALIA 136 trasmette una propria programmazione.
- 19 settembre 2024: ITALIA 154 risulta una copia di ITALIA 136.
- 21 settembre 2024: ITALIA 155 risulta una copia di ITALIA 126.
- 10 ottobre 2024: Rinominato PREMIO TIME in PREMIO CLUB (LCN 441).
- 7 novembre 2024: Rinominato PREMIO CLUB (LCN 441) in PREMIO TIME.
- 2 dicembre 2024: Rinominato PREMIO TIME in FISHING TV.
- 9 dicembre 2024: Rinominato FISHING TV in ITALIAN FISHING TV.
- 14 dicembre 2024: LA7 TEST (LCN 999) trasmette la programmazione di LA7 HD.

### 2025
- 14 gennaio 2025: Rinominato ITALIAN FISHING TV in ITALIAN FISHING TV CHANNEL.
- 27 gennaio 2025: Rinominato LA7 TEST (LCN 999) in LA7d TEST e ora trasmette la programmazione di LA7d.
- 19 febbraio 2025: ITALIA 142 risulta una copia di ITALIA 136.
- 3 marzo 2025: Rinominato BUSINESS24 in PREMIO LIVE.
- 11 marzo 2025: Rinominato ITALIA 241 in FRANCE 24 che trasmette ora in modalità HbbTV.
- 19 marzo 2025: Rinominato PREMIO CLUB in UNO SET e si sposta dalla LCN 454 alla LCN 261.
- 9 aprile 2025: Rinominato PREMIO TIME in MADE IN BUSINESS.
- 16 aprile 2025: Rinominato AUTOMOTO in PREMIO SPORT 2.
- 20 maggio 2025: Rinominato PROMO SHOPPING in CANALE 227 e si sposta dalla LCN 209 alla LCN 227.
- 26 maggio 2025: Rinominato PREMIO SPORT 2 in IMPRESE.
- 29 maggio 2025: ITALIA 142, ITALIA 143 e ITALIA 164 risultano ora una copia di ITALIA 134, ITALIA 136 e ITALIA 135.
- 9 luglio 2025:  Eliminata la LCN a PAROLE DI VITA e TELECAMPIONE.
- 28 luglio 2025: Eliminata la LCN a CANALE 163, ITCHANNEL, WELCOME IN, CANALE 227, CANALE 235, UNO SET, CANALE 268, MADE IN BUSINESS, IMPRESE, ITALIAN FISHING TV CHANNEL e ARTE E CULTURA.
- 31 luglio 2025: Eliminata la LCN a DONNA SPORT TV, ALMA TV e CANALE 232.
- 6 agosto 2025: Eliminati PAROLE DI VITA, TELECAMPIONE, DONNA SPORT TV, ALMA TV, CANALE 163, ITCHANNEL, WELCOME IN, CANALE 227, CANALE 232, CANALE 235, UNO SET, CANALE 268, MADE IN BUSINESS, IMPRESE, ITALIAN FISHING TV CHANNEL e ARTE E CULTURA.

## Servizi
Sul multiplex Cairo Due sono presenti canali televisivi di proprietà e di editori terzi. 

### Canali televisivi
| LCN            | Canale                           | Note           |
| -------------- | -------------------------------- | -------------- |
| 7-107-507 997  | LA7 HD LA7 on demand             | FTA (HDTV)     |
| 29-229-529 999 | LA7d LA7d TEST                   | FTA (HDTV)     |
| 121 161        | ITALIA 121 ITALIA 161            | FTA            |
| 124 156        | ARTE ITALIA 124 ITALIA 156       | FTA            |
| 125 160        | ARTE ITALIA 125 ITALIA 160       | FTA            |
| 126 155        | ITALIA 126 ITALIA 155            | FTA            |
| 127 148 159    | ITALIA 127 ITALIA 148 ITALIA 159 | FTA            |
| 134 142        | ITALIA 134 ITALIA 142            | FTA            |
| 135 164        | ITALIA 135 ITALIA 164            | FTA            |
| 136 143 154    | ITALIA 136 ITALIA 143 ITALIA 154 | FTA            |
| 241            | FRANCE 24                        | cartello HbbTV |
| 888            | Caccia e Pesca                   | cartello HbbTV |

### Canali dati
| LCN     | Identificativo        | Note         |
| ------- | --------------------- | ------------ |
| 829     | LA7 Test              | Schermo nero |
| 907 998 | LA7 TEST              | Schermo nero |
| 929     | LA7 Servizi on demand | Schermo nero |